# 708-я пехотная дивизия (вермахт)
708-я пехотная дивизия — тактическое соединение сухопутных войск нацистской Германии периода Второй мировой войны.

## История
708-я пехотная дивизия была сформирована в апреле 1941 года переведена во Францию в июне в район Бордо и Руайян. В конце 1943 года преобразована в 708-ю стационарную дивизию.
Через месяц после высадки союзных войск в июле 1944 года, 708-я дивизия была переброшена на северо-запад в Нормандию, чтобы отрезать линии снабжения союзников. Командир подразделения, генерал-майор Арндт был убит в Труа 24 августа. 708-я пехотная дивизия была уничтожена около Ле-Мана во время эвакуации. Остатки дивизии были переведены во вновь сформированную 708-ю народную пехотную дивизию (708. Volksgrenadier-Division). В феврале 1945 года разгромлена, остатки включены в состав 106-й пехотной дивизии.

## Командиры дивизии
- Генерал-майор Вальтер Дробниг (3 мая 1941 — 1 марта 1942)
- Генерал-лейтенант Германн Вилк (1 марта 1942 — 30 июля 1943)
- Генерал-майор Эдгар Арндт (30 июля 1943 — 24 августа 1944)

## Организация
|  | 1941 - 728-й пехотный полк - 748-й пехотный полк - 360-й пехотный полк - 658-й артиллерийский полк - 708-й инженерный батальон - 708-й батальон снабжения |  | 1944 - 728-й пехотный полк - 748-й пехотный полк - 360-й казачий пехотный полк - 658-й артиллерийский полк - 708-й стрелковый батальон - 708-й зенитный батальон - 708-й полевой запасной батальон - 708-й дивизион САУ - 708-й инженерный батальон - 708-й батальон снабжения |